# John James Stevenson (Geologe)
John James Stevenson (* 10. Oktober 1841 in New York City; † 10. August 1924 ebenda) war ein US-amerikanischer Geologe.

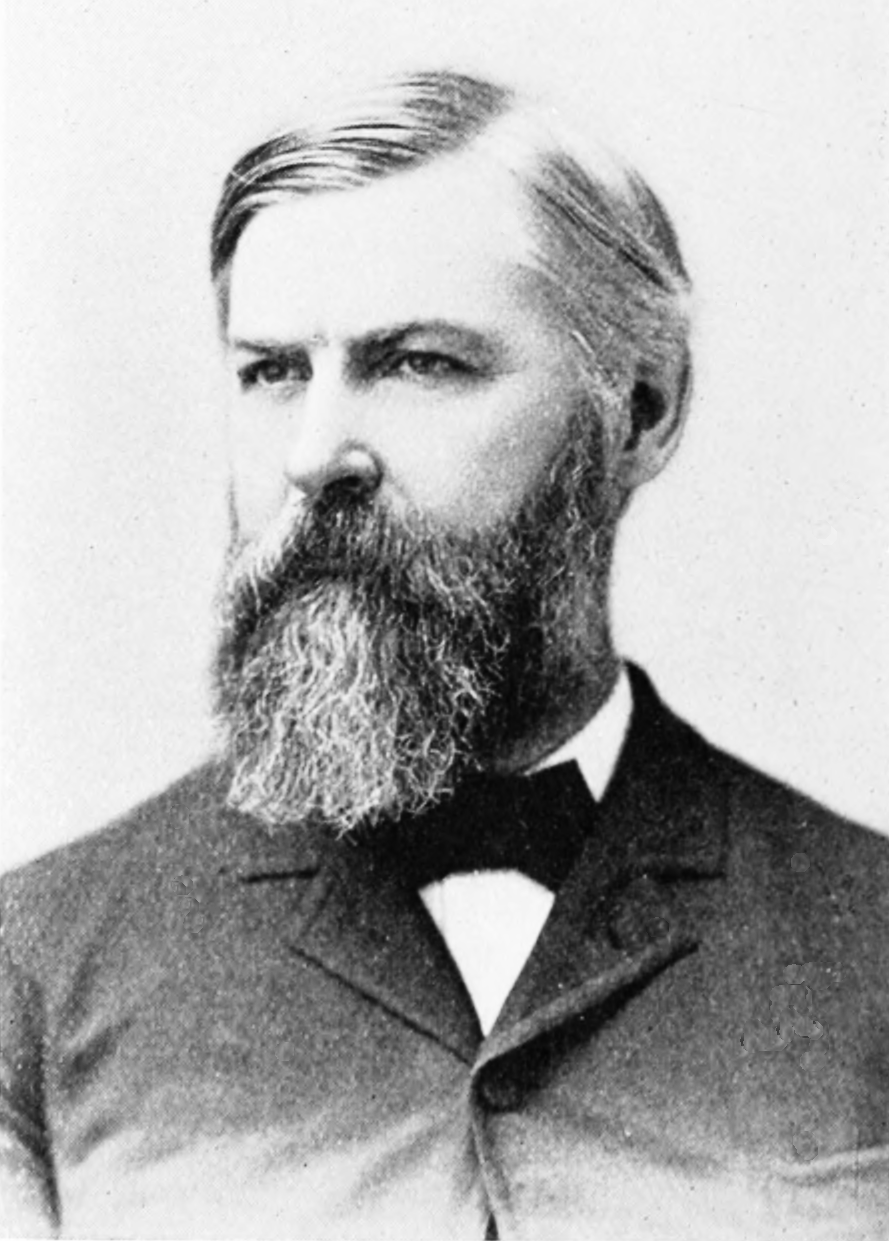
J. J. Stevenson

Stevenson war der Sohn eines aus Irland nach New York eingewanderten Pfarrers und studierte an der New York University, an der er 1863 seinen Abschluss machte und 1867 promoviert wurde. Er war danach als Bergbauexperte für befreundete Investoren tätig und wurde 1869 Professor für Chemie und Naturwissenschaften an der West Virginia University. 1871/72 war er Assistent von John Strong Newberry im Geological Survey von Ohio, war 1873/74 Geologe bei der Erkundung von Colorado unter Leutnant George M. Wheeler und 1875 bis 1877 Assistent von J. Peter Lesley, dem Staatsgeologen von Pennsylvania. 1878 war er wieder unter Leitung von Wheeler in Colorado, war 1879 bis 1881 beratender Geologe in Virginia und New Mexico und 1881/82 beim zweiten Geological Survey von Pennsylvania.  1882 bis zu seiner Emeritierung 1909 war er Professor an der New  York University.
Er war ein Pionier der Erforschung der Kohlebecken von Pittsburgh und zugehöriger Schichten in Ohio, Pennsylvania und West Virginia und einer der Begründer der Kohle-Stratigraphie in den USA.  In Colorado führte seine stratigraphische Arbeit zu der Erkenntnis, dass es dort mehrere Hebungen statt wie bis dahin angenommen eine Einzige gegeben hatte. In New Mexico untersuchte er kohleführende Kreideschichten.
Er war 1888 einer der Gründer der Geological Society of America (GSA) und Sekretär von deren Organisationskomitee und erster Sekretär der GSA, in der er weitere hohe Positionen hatte und 1898 Präsident wurde.
1891 war er Vizepräsident der American Association for the Advancement of Science und 1896 bis 1898 Präsident der New York Academy of Sciences. 1893 wurde er zum Mitglied der Leopoldina gewählt.